# Hưng Yên (xã)
Hưng Yên là một xã thuộc huyện An Biên, tỉnh Kiên Giang, Việt Nam.

## Địa lý
Xã Hưng Yên có diện tích 47,27 km², dân số năm 2020 là 14.935 người, mật độ dân số đạt 316 người/km².

## Hành chính
Xã Hưng Yên được chia thành 9 ấp: Bào Môn, Cái Nước, Kinh Mới, Lô 2, Lô 3, Lô 15, Lô 15A, Rọc Năng, Xẻo Rô.

## Lịch sử
Ngày 17 tháng 2 năm 1979, Hội đồng Chính phủ ban hành Quyết định 50-CP về việc chia xã Đông Yên thành 4 xã lấy tên là xã Hưng Yên, xã Đông Yên, xã Thạnh Yên và xã Vĩnh Yên.